# STS-3xx
Les missions de la navette spatiale désignées STS-3xx (officiellement appelées missions lancées à la demande) sont des missions de sauvetage qui peuvent être montées pour secourir l'équipage d'une navette spatiale si celle-ci est endommagée et considérée comme incapable d'exécuter une rentrée atmosphérique sans problème. Elles ont été mises en place après l'accident de la navette spatiale Columbia.

## Procédure

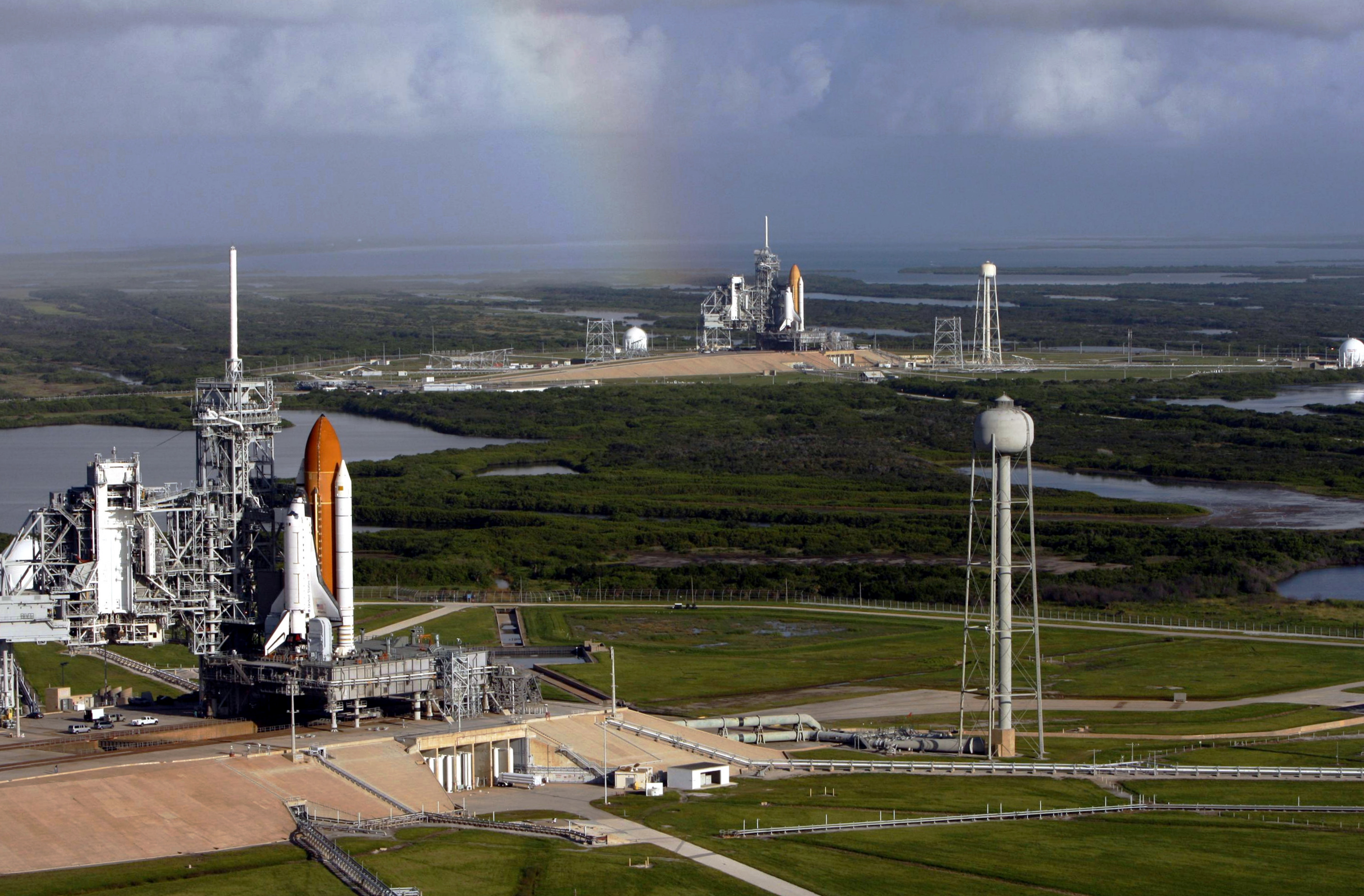
Atlantis et, au loin, Endeavour toutes deux sur leurs pas de tirs en vue d'un lancement d'urgence en cas de nécessité

| Mission             | Mission de sauvetage  |
| ------------------- | --------------------- |
| STS-114 (Discovery) | STS-300 (Atlantis)    |
| STS-121 (Discovery) | STS-300 (Atlantis)    |
| STS-115 (Atlantis)  | STS-301 , (Discovery) |
| STS-116 (Discovery) | STS-317 , (Atlantis)  |
| STS-117 (Atlantis)  | STS-318 (Endeavour)   |
| STS-118 (Endeavour) | STS-322 (Discovery)   |
| STS-120 (Discovery) | STS-320 (Atlantis)    |
| STS-122 (Atlantis)  | STS-323 (Endeavour)   |
| STS-123 (Endeavour) | STS-324 (Discovery)   |
| STS-124 (Discovery) | STS-326 (Endeavour)   |
| STS-125 (Atlantis)  | STS-400 (Endeavour)   |
| STS-134 (Endeavour) | STS-335 (Atlantis)    |